# Santa Cecília (Santa Catarina)
Santa Cecília es un municipio brasileño del estado de Santa Catarina. Tiene una población estimada al 2021 de 17 004 habitantes.

## Historia
La localidad comenzó a ser poblada en el Siglo XVIII por los bandeirantes y tropeiros paulistas. Sin embargo, el mayor aumento en la población sucedido durante el Imperio del Brasil entre 1840 y 1855, con la inmigración alemana
El municipio nació de la localidad llamada "Corisco", nombre informal para  "rayo" ya que según la historia, un tropeiro y su caballo murieron por uno en 1732. Otros lugares de la antigua localidad eran "Pousinho" y "Povinho". Con la llegada de los europeos, la localidad cambió su nombre a "Río Correntes" cuando fue eleveda a freguesia en 1874. En febrero de 1891, fue transformada en distrito, con el nombre de "Santa Cecília do Rio Correntes".
Santa Cecília fue escenario durante la Guerra del Contestado a principios del Siglo XX.
El 31 de marzo de 1938, por decreto de ley fue elevada a "Vila" bajo el nombre de "Santa Cecília". Se emancipó como municipio el 21 de junio de 1958.